# Premio Lumière per la migliore promessa maschile
Il premio Lumière per la migliore promessa maschile (Prix Lumière du meilleur espoir masculin) è un premio cinematografico assegnato annualmente dal 2000 dall'Académie des Lumières ad un giovane attore di un film francese uscito nelle sale nel corso dell'anno precedente.
Romain Duris è l'unico ad aver vinto successivamente anche il Premio Lumière per il miglior attore.

## Vincitori e candidati
I vincitori sono indicati in grassetto, a seguire gli altri candidati.

### Anni 2000-2009
- 2000: Romain Duris – Peut-être
- 2001: Jalil Lespert – Risorse umane (Ressources humaines)
- 2002: Abdel Halis – 17, rue Bleue
- 2003: Gaspard Ulliel – Embrassez qui vous voudrez
- 2004: Grégori Derangère – Bon Voyage
- 2005: Damien Jouillerot – Les Fautes d'orthographe
- 2006: Johan Libéreau – Douches froides
- 2007: Julien Boisselier – Je vais bien ne t'en fais pas
  - Bernard Blancan – Indigènes
  - Jean-Louis Coulloc'h – Lady Chatterley
  - Malik Zidi – Les Amitiés maléfiques
  - Thibault Vinçon – Les Amitiés maléfiques
- 2008: Jocelyn Quivrin – 99 francs
  - Fu'ad Aït Aattou – Une vieille maîtresse
  - Laurent Stocker – Semplicemente insieme (Ensemble, c'est tout)
  - Kolia Litscher – Charly
  - Yannick Renier – Proprietà privata (Nue Propriété)
- 2009: Mohammed Bouchaïb – Mascarades
  - Anton Balekdjian – Un monde à nous
  - Émile Berling – Les Hauts Murs
  - François Civil – Soit je meurs, soit je vais mieux
  - Marco Cortes – Khamsa

### Anni 2010-2019
- 2010: Vincent Lacoste e Anthony Sonigo – Il primo bacio (Les Beaux gosses)
  - Firat Ayverdi – Welcome
  - Maxime Godart – Il piccolo Nicolas e i suoi genitori (Le Petit Nicolas)
  - Samy Seghir – Neuilly sa mère!
- 2011: Antonin Chalon – No et moi
  - Emile Berling – Le Bruit des glaçons
  - Nahuel Perez Biscayart – Au fond des bois
  - Jules Pelissier – Simon Werner a disparu
  - Aymen Saïdi – Dernier étage, gauche, gauche
- 2012: Denis Ménochet – Les Adoptés
  - Grégory Gadebois – Angèle e Tony (Angèle et Tony)
  - Guillaume Gouix – Jimmy Rivière
  - Raphaël Ferret – Présumé coupable
  - Mahmoud Shalaby – Les Hommes libres
- 2013: Ernst Umhauer – Nella casa (Dans la maison) 
  - Clément Métayer – Qualcosa nell'aria (Après mai)
  - Stéphane Soo Mongo – Rengaine
  - Pierre Niney –Comme des frères
  - Mahmoud Shalaby – Une Bouteille à la mer
- 2014: Raphaël Personnaz – Quai d'Orsay e Marius
  - Vincent Macaigne – La Fille du 14 juillet
  - Pierre Deladonchamps – Lo sconosciuto del lago (L'Inconnu du lac)
  - Niels Schneider – Désordres
  - Tewfik Jallab – La Marche
  - Paul Hamy – Suzanne
- 2015: Kévin Azaïs – The Fighters - Addestramento di vita (Les Combattants)
  - Thomas Blumenthal – La Crème de la crème
  - Jean-Baptiste Lafarge – La Crème de la crème
  - Bastien Bouillon – Le Beau Monde
  - Didier Michon – Fièvres
  - Pierre Rochefort – Un beau dimanche
  - Marc Zinga – Qu'Allah bénisse la France
- 2016: Rod Paradot – A testa alta (La Tête haute)
  - Stany Coppet – La Vie pure
  - Quentin Dolmaire – I miei giorni più belli (Trois souvenirs de ma jeunesse)
  - Alban Lenoir – Un Français
  - Félix Moati – À trois on y va
  - Harmandeep Palminder - Bébé Tigre
- 2017: Damien Bonnard – Rester vertical
  - Corentin Fila – Quando hai 17 anni (Quand on a 17 ans)
  - Finnegan Oldfield – Bang Gang (une histoire d'amour moderne)
  - Kacey Mottet Klein – Quando hai 17 anni (Quand on a 17 ans)
  - Niels Schneider – Diamant noir
  - Sadek – Tour de France
  - Toki Pilioko – Mercenaire
- 2018: Arnaud Valois – 120 battiti al minuto (120 battements par minute)
  - Finnegan Oldfield – Marvin ou la belle éducation
  - Khaled Alouach – De toutes mes forces
  - Matthieu Lucci – L'atelier
  - Nekfeu – All That Divides Us - Amore criminale (Tout nous sépare)
  - Pablo Pauly – Patients
- 2019: Félix Maritaud – Sauvage
  - Anthony Bajon – La Prière
  - William Lebghil – Il primo anno (Première Année)
  - Andranic Manet – Mes provinciales
  - Dylan Robert – Shéhérazade

### Anni 2020-2029
- 2020: Alexis Manenti – I miserabili (Les Misérables)
  - Thomas Daloz – Les Particules
  - Tom Mercier – Synonymes
  - Issa Perica – I miserabili (Les Misérables)
  - Thimotée Robart – Vif-Argent
- 2021: Benjamin Voisin e Félix Lefebvre – Estate '85 (Été 85)
  - Guang Huo – La Nuit venue
  - Djibril Vancoppenolle – Petit Pays
  - Alexandre Wetter – Miss
  - Jean-Pascal Zadi – Semplicemente nero (Tout simplement noir)
- 2022: Thimotée Robart – Les Magnétiques
  - Alseni Bathily – Gagarine - Proteggi ciò che ami (Gagarine)
  - Abdel Bendaher – Ibrahim
  - Sami Outalbali – Una storia d'amore e di desiderio (Une histoire d'amour et de désir)
  - Makita Samba – Parigi, 13Arr. (Les Olympiades)
- 2023: Dimitri Doré – Bruno Reidal
  - Adam Bessa – Ḥarqa
  - Stefan Crepon – Peter von Kant
  - Paul Kircher – Winter Boy - Le Lycéen (Le Lycéen)
  - Aliocha Reinert – Softie (Petite Nature)
- 2024: Raphaël Quenard – Chien de la casse
  - Arthur Harari – Il caso Goldman (Le Procès Goldman)
  - Samuel Kircher – Ancora un'estate (L'Été dernier)
  - Milo Machado-Graner – Anatomia di una caduta (Anatomie d'une chute)
  - Abdulah Sissoko – Le Jeune Imam
- 2025: Clément Faveau – Vingt Dieux
  - Sayyid El Alami – Leurs enfants après eux
  - Malik Frikah – L'amore che non muore (L'Amour ouf)
  - Félix Kysyl – L'uomo nel bosco (Miséricorde)
  - Pierre Lottin – Sotto le foglie (Quand vient l'automne)